# 新清史學派
新清史學派（英語：New Qing History），狭义的新清史提法源于美国，是1990年代在美國漢學及歷史學學界兴起的一股学术潮流与松散流派，而广义的新清史概念被认为注重以及宣扬清朝的满洲特性等问题。
2010年北京举行清代政治与国家认同会议之后，中国大陆学者对新清史的回应开始变得政治化。2015年，围绕着如何看待新清史，中国历史学界展开了争论。
新清史学派和旧清史学派存有分歧的原因，在于清史牵涉到理解现代中国的主权、领土、文化等等问题的本质。新清史学派重新让学者们意识到了满文、蒙古文、藏文文本研究的重要性，以族群、边疆等视角和新的理论框架来重新审视清代历史。但也被中国学者认为有“潜在的分裂国家的意图”，由清史学家戴逸主编的《清史》也因部分编者编撰内容受新清史影响的原因未获过审。

## 背景
过去，中国史学界与舆论对清朝有许多负面评价，主要受清末革命宣传反满，及将近代中国衰落的关键归咎于明清海禁、闭关自守以及箝制思想等因素的影响。1967年，美籍华人史学家何炳棣在美国亚洲研究学会的一个小组会议上，发表“The Significance of the Ch'ing Period in Chinese History”（清代在中国历史上的重要性）一文。同年，何炳棣与邹谠合办一个为期十天的大型中国问题国际研讨会，讨论中共政治与国际问题，并论述中国的历史传统。何炳棣以《清代在中国历史上的重要性》为基础，将讨论的时段扩及整个中国历史，题为 “Salient Aspects of China’s Heritage”(《中国历史遗产的几个值得思考的显著特色》) ，分析中国具有现实意义的历史遗产。何炳棣从兴与衰的对立面讨论清代的重要性以及其局限，并延伸出传统中国制度与儒家文化解体的议题，这次发言得到汉学界的普遍认同。
在新清史这个概念被提出之前，美国学界关于中国史研究这一“族群转向”思潮的起源，可以追溯到1940年代。以魏特夫为代表的学者通过对契丹辽朝的研究，认为征服王朝的统治者总是在其全部历史中保持着特权地位，而不会被汉化。但这种观点在20世纪60—80年代受到以芮玛丽、列文森等为代表的汉化史观的批评而趋于弱化，后者则流行一时，成为显学。到1980年代以后，由于满蒙等非汉文史料的获得和使用，并受傅礼初、法夸尔及后来的巴菲尔德等内亚史家的影响和启发，以柯娇燕、罗友枝等为代表的美国学者更加关注女真一满人在清代历史上的主体地位，并修正以芮玛丽为代表的汉化史观。随着更多学者的加人及其著述的发表，这一思潮要比魏特夫时代对契丹辽朝的研究更具持久性，且声势浩大。

## 兴起
新清史论争始自1996年罗友枝当选美国亚洲研究学会主席时的就职演讲: “Presidential Address: Reenvisioning the Qing: The Significance of the Qing Period in Chinese History”（再观清代: 清代在中国历史上的重要性）。罗友枝不同意何炳棣对清廷“汉化” 问题的论断，认为清王朝能维持近三百年的统治的关键，主要原因不在于“汉化”，而在于他们在不同地区采取不同文化政策。透过整合各种不同语言，信仰不同宗教，维持不同文化的民族和地区，清朝统治者将帝国打造成一个多元民族的国家；因此，能有效地处理与内陆亚洲蒙、回、藏、维等非汉族的关系，从而能良好有效地统治清帝国。
1998年6月，《国际历史评论》（International History Review），出了一期讨论清朝帝国主义的专号（Special Issue on Manchu Imperialism）。不久之后，“新清史四书”《清代宫廷社会史》、《半透明之镜》、《满与汉》、《满洲之道》陆续出版，“新清史”学派逐渐成形。2004年，卫周安（Joanna Waley-Cohen）在 《激进史学评论》（Radical History Review）全面评述“新清史”，“新清史”学派正式成形。
何炳棣认为罗友枝的批评漏洞百出，1998年与罗友枝在同一份学报《亚洲研究学报》上进行辩论，发表《捍卫汉化：驳斥罗友枝的〈再观清代〉》一文。 何炳棣的文章以极大篇幅论述汉文化及汉化发展历史的各个方面，并讨论非汉族政权如何采用汉化政策，统治以汉族为主的中国。何炳棣说，国际学界依据汉文化的内涵和成就的丰富所作的总体评价是中国文明“比任何一个西方国家的文明都广博和复杂”。

## 争论核心
從1980至1990年代，美國學者通過對滿語文獻檔案的研究，從非中原觀點評估清朝，翻轉對清朝的負面評價。
1990年代中葉的何炳棣-羅友枝論爭，成為新清史學派誕生的標誌性事件。 論爭中，何認為滿人漢化，是滿人能成功統治中國的主要原因，而羅則加以反駁，認為滿人的成功來自能交替運用中華儒家文明及中亞游牧文明等不同統治模式精明地操縱他們的臣民。
新清史學者提出兩個主要問題：
1. 少數的滿人如何能統治廣大且複雜的中國？
2. 由滿族所建立的王朝對於中國歷史論述的影響為何？

由於新清史嘗試以少數民族的觀點出發，特別強調運用滿文及其他少數民族語言檔案的重要性。
受“新清史”的影响，亦出现了“新明史”一词，主要内容为从少數民族或内亚的视角来研究明朝的历史。

## 內容
新清史學派，試圖從「中華」和「中亞」兩種不同帝國的視角來研究清史，對傳統清史研究作出「新修正」，將其視角從傳統中國歷史書寫範式對「漢化」和「朝貢體系」的專注中轉移至一個更加廣闊的視野中，反對「漢族中心主義」對中國古代歷史書寫的影響。新清史比起一般中國史觀更重視滿文以及其他少數民族語言史料的解讀與應用，強調對清朝治下漢族以外的中亞各民族（如蒙古族、藏族、維吾爾族及回族等）歷史作研究，以及強調滿族統治者與這些民族、地區的互動的歷史。
清朝皇帝具備漢人天子、蒙古人的可汗及藏人的文殊菩薩、轉輪王等多重面貌，呈現出清帝國的「內亞性」。不过值得注意的是，信奉藏传佛教的藏人和蒙古人此前同样视明朝皇帝（可汗）为文殊菩薩、轉輪王化身，直到清初以后清朝皇帝才取代明朝皇帝成为文殊菩萨圣主、转轮圣王。与此同时，除蒙古人、藏人对清朝皇帝的博格达汗、文殊皇帝称呼外，藏人等族群亦称呼清朝皇帝为中国皇帝，如1856年的《藏尼条约》中的序言中藏人和尼泊尔人均表示“按歷來所載，禮敬中國皇帝，如前無異”。中亚穆斯林族群（如新疆维吾尔人及浩罕汗国等）也将清朝皇帝称为“中国皇帝”（Khāqān-i Chīn，又译“中国可汗”）。

## 代表学者
有代表性的新清史學者包括羅友枝（Evelyn Rawski）、歐立德（Mark C. Elliott）、柯嬌燕（Pamela Kyle Crossley）、米華健（James A. Millward）、濮德培（Peter C. Perdue）、路康樂（Edward J. M. Rhoads）和傅雷（Philippe Forêt）等。

## 影響與批评
一些中國學者如李治亭對新清史作出批評，李治亭甚至稱新清史為旨在分裂中國的「新帝國主義史學」 。
然而，相關新清史學者近年來多次前往中國進行交流演講，或在網絡或報刊雜誌上撰文，說明新清史內部主張的差異，並澄清新清史實為學術理論並無政治陰謀，不同與二戰前日本學者主張的滿蒙非中國論，從未主張清朝非中國王朝。歐立德也對李治亭的一篇點名針對他的文章作出回應，批評一些中國學者反應過度、將史學直接簡單地等同於政治以及斷章取義。
中國人民大學清史所副教授劉文鵬說：「（新清史派）將清代歷史僅僅歸於滿族的歷史，忽視漢族的思想、文化在整個中國中的主體作用，甚至走到清朝不等於中國的極端上去，顯然也有違於歷史的真實。」
歐立德對此作出回應：「據我所知，無論是我，柯嬌燕、羅友枝還是濮德培，沒有人這麼說，恐怕這是一種誤解。」他亦曾經表示，清朝乾隆帝的其中一個成就是奠定了現代中國的版圖。
歐立德在演讲中说：
|  | “我应该强调的一点是，确实在很多地方现在流行的一个看法是，新清史是把清朝和中国分得很开，但是我觉得这是一种误解。新清史对于清朝和中国之间的关系，是提出了一个问题，也就是在问，清朝和"中国"—"中国"这个词要加括号，因为"中国"这个概念一直在变，这个黄兴涛自己也承认"中国"是一个很会变的符号，不是固定的东西，如果我们以我们今天的中国概念去想清朝时的中国概念的话，那我们就违背了历史学的一个很基本的原则。我们不要把我们以为今天的“中国”是什么来想清朝的时候的那个“中国”是什么，因为那个绝对不会附和他们当时的人的那个想象、那个构想。不会的。所以新清史只不过是想要提倡、想要了解清代时候的与“中国”这个概念，或国家这个概念也好，我们要很踏实地去看档案资料，也不要光依赖《实录》，清朝《实录》也是编写的，也不是原始的资料，还是看档案好，看这些概念、这些词汇当时是怎么用的。我们会发现，有的时候“中国”这个字眼的意思跟我们今天用它的意思差不太多了，但同时也会发现有的时候用“中国”这个字眼跟我们今天用“中国”这个字眼很不一样。就是这样的，我们看待它的时候就会很明显了。那我们怎么样去处理对中国这个概念的问题呢？那是再来的问题，怎么去想它，怎么去理解它，清代的时候的人、清代皇帝、清代官员他们怎么去理解他们那个时候的作为中国，这个我觉得是值得研究的问题，也不是说清朝不是中国。话也不是这么简单就可以说的”。 |

歐立德亦指出，正是清朝將「中國」的定義從「中原地區」轉變成「國家主權」的概念，並且認同歷史學博士黃興濤所說的「康雍乾之後的中國，是被清帝、滿人、漢人等其他族群共同認同並加以再造過的中國」。
中國歷史學者袁劍認為，“新清史”在中國國內形成巨大影響的主要有三個原因：
1. 中國學界主流往往將基於中華中心主義的傳統歷史王朝譜系論述視為理所當然，在面對“新清史”的區域化和解構式研究時十分不適應。國內對於清史及近代史的元命題與新清史學派的元命題彼此不合拍。中國的清史尤其是晚清史的敘述隱含著現代性敘述和“民族復興”的號召在裡面，語境往往位於革命包裝之下，而“新清史”不會有這個問題。二者的元命題出現一種對抗；
2. 中國對“新清史”著作的引介並不完整全面，導致“新清史”往往會被設想為僅僅跟歷史和當下的中國邊疆問題相關，進而引起強烈的回應。在這種語境下，“新清史”往往被等同於“分裂史”，袁劍認為這很大程度上是因為引介不完整所導致。中國學術界介紹的新清史都是關於民族的和邊疆的問題，而忽略掉其中研究環境問題、外交等問題的著作，給一些人造成了錯誤的印象，導致將“新清史”等同於“民族分裂史”或“邊疆解構史”；
3. 中國學界在對“新清史”進行更具學理性的回應之前，未對美國“新清史”產生的語境與學科互滲特徵有深入的認知，因此往往未能在同一個層面上形成有力回應。不了解前因後果，僅就“新清史”本身做一個批判。

## 主要著作
- 柯嬌燕, A Translucent Mirror: History and Identity in Qing Imperial Ideology. Berkeley: University of California Press, 1999.中文版：《半透明鏡：清帝國意識型態下的歷史與認同》（臺灣遠足文化2024）
- 歐立德, The Manchu Way: The Eight Banners and Ethnic Identity in Late Imperial China. Stanford: Stanford University Press, 2001.
- Philippe Forêt, Mapping Chengde: The Qing Landscape Enterprise. Honolulu: University of Hawaii Press, 2000.中文版：《圖解承德：清代的景觀營建》（復旦大學出版社2022）
- Jonathan S. Hay, Shitao: Painting and Modernity in Early Qing China. Cambridge: Cambridge University Press, 2001.中文版：《石濤：清初中國的繪畫與現代性》（臺灣石頭出版社2008）
- Laura Hostetler, Qing Colonial Enterprise: Ethnography and Cartography in Early Modern China. Chicago: University of Chicago Press, 2001.
- Susan Mann, Precious Records: Women in China's Long Eighteenth Century. Stanford, CA: Stanford University Press, 1997.中文版：《綴珍錄：十八世纪及其前後的中國婦女》（江蘇人民出版社2005）
- 米華健、Ruth W. Dunnell、歐立德、and Philippe Forêt (eds.), New Qing Imperial History: The Making of Inner Asian Empire at Qing Chengde. London: Routledge, 2004.
- 米華健，Beyond the Pass: Economy, Ethnicity, and Empire in Qing Central Asia, 1759-1864. Stanford, CA: Stanford University Press, 1998.中文版：《嘉峪關外：1759-1864年新疆的經濟、民族和清帝國》（香港中文大學出版社2017）
- 濮德培, China Marches West: The Qing Conquest of Central Eurasia. Cambridge: Harvard University Press, 2005.中文版：《中國西征：大清征服中央歐亞與蒙古帝國的最後輓歌》（臺灣衛城出版2021）
- 羅友枝, The Last Emperors: A Social History of Qing Imperial Institutions. Berkeley: University of California Press, 1998.中文版：《清代宮廷社會史》（中國人民大學出版社2009）
- 路康樂, Manchus & Han: Ethnic Relations and Political Power in Late Qing and Early Republican China, 1861-1928. Seattle: University of Washington Press, 2000.中文版：《满与汉：清末民初的族群关系与政治权力（1861－1928）》（中國人民大學出版社2010）
- Angela Zito, Of Body and Brush: Grand Sacrifice as Text/Performance in Early Modern China. Chicago: University of Chicago Press, 1997.